# Papírový dům: Z Tokia do Berlína
Papírový dům: Z Tokia do Berlína (v angličtině Money Heist: From Tokyo to Berlin a ve španělském originále La casa de papel: De Tokio a Berlín) je španělská dokumentární minisérie ze zákulisí seriálu Papírový dům, která měla premiéru 3. září 2021 na Netflixu.

## Synopse
Filmaři a herci, kteří stvořili Tokio, Profesora a další postavy seriálu „Papírový dům“, vypráví, jak během natáčení umělecky ztvárnili jejich emoce.

## Obsazení
- Úrsula Corberó (vypravěč 1)
- Pedro Alonso (vypravěč 2)
- Patrick Criado
- Enrique Arce (první svazek)
- Rodrigo de la Serna
- Jesús Colmenar
- Hovik Keuchkerian
- Itziar Ituño
- Álex Pina
- Javier Gómez Santander
- Alex Rodrigo
- Esther Martínez Lobato
- Ahikar Azcona
- Miguel Herrán
- Jaime Lorente
- Jorge Calvo
- Darko Perić
- Carlos Díez
- Belén Cuesta (první svazek)
- Migue Amoedo
- Javi Jal (první svazek)
- José Manuel Poga (první svazek)
- Álvaro Morte
- Najwa Nimri
- Koldo Serra
- Luka Peroš
- Esther Acebo (druhý svazek)
- Albert Pintó (druhý svazek)
- Sara Solomando (druhý svazek)
- Luis Ramón Nuñez (druhý svazek)
- Cristina López Ferraz (druhý svazek)
- Abdón Alcañiz (druhý svazek)
- Nacho Fernández (druhý svazek)
- Arturo L. Iriarte (druhý svazek)
- Fernando Cayo (druhý svazek)
- Paco Tous (druhý svazek)
- José Manuel Seda (druhý svazek)
- Diana Gómez (druhý svazek)

## Seznam dílů

### První svazek (2021)
| Č. v seriálu | Původní název | Český název | Režie                                | Scénář                                              | Premiéra na Netflixu |
| ------------ | ------------- | ----------- | ------------------------------------ | --------------------------------------------------- | -------------------- |
| 1            | Episode 1     | 1. díl      | Luis Alfaro a Javier Gómez Santander | María Singers, Javier Gómez Santander a Luis Alfaro | 13. září 2021        |

### Druhý svazek (2021)
| Č. v seriálu | Původní název | Český název | Režie                                | Scénář                                              | Premiéra na Netflixu |
| ------------ | ------------- | ----------- | ------------------------------------ | --------------------------------------------------- | -------------------- |
| 2            | Episode 1     | 1. díl      | Luis Alfaro a Javier Gómez Santander | María Singers, Javier Gómez Santander a Luis Alfaro | 3. prosince 2021     |